# 潘志敏
潘志敏（1992年7月28日—），浙江温州人，咖啡师。现于北京SOE咖啡店任店长。2017年，获得世界咖啡师大赛中国总赛区冠军。

## 咖啡生涯
潘志敏接触咖啡事业的时间较晚。潘志敏原本在大学本科修习金融专业，在一次尝试了手冲的单一产区意式咖啡后，开始对咖啡产生兴趣。2014年，潘志敏与其女友一同决定放弃较为平稳安逸的家业，尝试进入咖啡行业。最初，潘志敏在北京进入雕刻时光咖啡店工作，很快便在内部考核中升到A级员工，同年便转而加入北京咖啡沙龙。
2015年，潘志敏首次代表北京咖啡沙龙参加中国咖啡师大赛（China Barista Championship）的北京分赛，出乎意料地获得分赛区冠军。然而由于首次参赛而准备不足，潘志敏在2016年驾车赶赴下一场位于上海的世界咖啡师大赛中国赛区的初赛途中舟车劳顿，甚至发生轻微车祸，赛场上精神不济，未能进入复赛。同年年底，潘志敏蝉联了中国咖啡师大赛的北京分赛区冠军，并一举获得了2017年世界咖啡师大赛中国赛区的冠军，被誉为黑马。
潘志敏现任北京SOE咖啡店店长，并在CREMA咖啡培训机构担任培训师。他亦取得了国际咖啡质量研究所（Coffee Quality Institute）认证的咖啡品质鉴定师（Q-Grader）资格。

## 奖项
- 2015、2016年，蝉联中国咖啡师大赛北京分赛区冠军[7]
- 2016年，阿玛菲杯中国咖啡师拉花争霸赛亚军[8]
- 2017年，世界咖啡师大赛（英语：World Barista Championship）中国赛区冠军[9]